# Lac des Augustines
Pour les articles homonymes, voir Augustines.
Le lac des Augustines est un plan d'eau douce du territoire non organisé de Lac-Lenôtre, dans la municipalité régionale de comté (MRC) de La Vallée-de-la-Gatineau, dans la région administrative de l'Outaouais, au Québec, au Canada.
Le lac des Augustines constitue le plan d’eau supérieur du bassin versant de la rivière Bélinge. Ce lac est situé entièrement en zone forestière. La surface du lac est généralement gelée du début décembre à la mi-avril. La foresterie constitue la principale activité économique de ce secteur.

## Géographie
L'embouchure du lac des Augustines (côté Est du lac) se situe à :
- 51,0 km au Nord-Est de la confluence de la « rivière Bélinge » ;
- 37,9 km au Nord-Est du réservoir Cabonga ;
- 145 km au Sud-Est de Val-d’Or ;
- 38,0 km au Nord-Est d’une baie du réservoir Cabonga[1].

Le lac des Augustines est coincé entre la rivière des Outaouais (situé au Nord-Est) et le lac O'Sullivan (situé au Sud-Ouest). Ce lac est localisé au Nord-Est du réservoir Cabonga et au Sud du cours supérieur de la rivière des Outaouais. Ce lac se déverse, par le biais des lacs Stramond et Clatouche, dans le lac O'Sullivan, source de la rivière Bélinge laquelle coule vers le Sud pour se déverser dans la rivière Gens de Terre, affluent de la rivière Gatineau. L’embouchure du lac des Augustines est située au fond d’une baie du Nord-Ouest du lac. De là, le courant traverse successivement les lacs Stramond et Clatouche, jusqu’au Lac O'Sullivan.
Les principaux bassins versants autour du lac des Augustines sont :
- côté Nord : rivière des Outaouais, lac Capimitchigama, rivière Festubert ;
- côté Est : Lac Touchette, lac McLennan, rivière des Outaouais ;
- côté Sud : Lac O’Sullivan, rivière Bélinge ;
- côté Ouest : ruisseau Bear, rivière Doré (rivière des Outaouais), lac Armentières, rivière des Outaouais.

Le lac des Augustines est alimenté par :
- côté nord : décharge du lac Radiola ;
- côté est : décharge des lacs Robint et Elbert ;

## Toponymie
Un relevé fait en 1893 de l'Outaouais supérieur et de la Gatineau conçu par l'arpenteur Henry O'Sullivan désigne cette nappe d'eau « Kanamagosika Sagaigan » ou « Trout Lake ». Le « Dictionnaire des rivières et lacs de la province de Québec », éditions de 1914 et de 1925, lui assigne la dénomination de « Grand lac à la Truite ». Sur une carte régionale du Québec de 1926, paraît le toponyme « Lac à la Truite ». Toutefois, une carte géologique de la région de la Haute-Gatineau, publiée en 1933 par le gouvernement du Québec, lui attribue le nom de Stramond.
À sa séance du 26 février 1935, la Commission de géographie acceptait le changement d'appellation de « Lac à la Truite » en Lac Stramond, sans toutefois fournir d’explication sur la signification de cette dénomination. Il n’est point déraisonnable de croire que ce toponyme évoque l’œuvre de vie de Joannès Tramond (1882-1935), historien français, auteur d'un « Manuel d'histoire maritime de la France des origines à 1815 (1927) », dont le patronyme aurait été erronément orthographié. En 1939, le toponyme « Lac Stramond » a été remplacé par « Lac des Augustines », à l'occasion du tricentenaire de la fondation de l'Hôtel-Dieu de Québec par les religieuses hospitalières en 1639. Variante : Lac Eddy.
Le toponyme "lac des Augustines" a été officialisé le 5 décembre 1968 à la "Banque des noms de lieux" de la Commission de toponymie du Québec.